# NGC 6450
NGC 6450 је ознака објекта на координатама са ректансцензијом 17h 47m 32,3s и деклинацијом + 18° 34" 31'. Открио га је Луис Свифт, 1. јула 1884. Каснијим посматрањима на том положају није уочен никакав астрономски објекат.